# Aconitum taipeicum
Aconitum taipeicum är en ranunkelväxtart som beskrevs av Hand.-mazz.. Aconitum taipeicum ingår i släktet stormhattar, och familjen ranunkelväxter. Inga underarter finns listade i Catalogue of Life.